# Коэффициент сопротивления формы
Коэффицие́нт сопротивле́ния фо́рмы, КСФ (англ. drag coefficient) — безразмерная величина, определяющая реакцию среды на движение в ней тела (или тела на движение в нём среды).
КСФ определяется экспериментально в аэро- и гидродинамических трубах или расчётно, путём моделирования.

## Формулы
При эмпирическом получении КСФ вычисляется по формуле
{\displaystyle C_{f}={\frac {2F}{\rho v^{2}S}},}
где
{\displaystyle C_{f}} — безразмерный коэффициент сопротивления формы,
{\displaystyle F} — экспериментально полученная сила, Ньютон,
{\displaystyle \rho } — плотность среды, кг/м3,
{\displaystyle v} — скорость потока (или тела в потоке), м/с,
{\displaystyle S} — характерная площадь перпендикулярно потоку, м2; для продолговатых тел {\displaystyle S} принимается как функция от объёма тела: {\displaystyle S=V^{2/3}}.
Знание коэффициента для некоторой формы позволяет достаточно точно вычислять (при сходных условиях течения) силу сопротивления динамическому напору среды тел любого размера такой же, пропорционально, геометрии, для различных скоростей. Формальная зависимость работает примерно до 0,8–0,9 скорости звука в рассматриваемой среде, но ещё точнее — в интервале скоростей, близком к эксперименту. Нередко строят табличные зависимости от скорости, особенно для динамически крутых участков, например, для околозвукового диапазона скоростей.
Коэффициент не учитывает поверхностных эффектов и должен определяться на образце со сходным или идентичным оригиналу свойством поверхности.
При имеющемся коэффициенте силу сопротивления получают по обратным формулам:
{\displaystyle F=C_{f}{\dfrac {\rho v^{2}}{2}}S} (для неудлинённых тел);
{\displaystyle F=C_{f}{\dfrac {\rho v^{2}}{2}}V^{2/3}} (для продолговатых относительно движения тел).
Формулами следует крайне аккуратно пользоваться для тел и проходных сечений очень малых размеров, равно как и для сред с большими значениями вязкости, так как в малых масштабах и при больших вязкостях велико влияние приповерхностных эффектов.

## Примеры КСФ для некоторых форм

Величины коэффициента для некоторых тел. Слева расположены трёхмерные фигуры в свободном пространстве, справа - профили указанного сечения, закреплённые между двух стенок. Набегающий поток: слева направо с числами Рейнольдса от до.

| форма                                                 | cf   |
| ----------------------------------------------------- | ---- |
| Сфера                                                 | 0,47 |
| Конус 2:1 (острием к потоку)                          | 0,50 |
| Куб (поверхностью к потоку)                           | 1,05 |
| Цилиндр (длина равна двум диаметрам, торцом к потоку) | 0,82 |
| Вытянутое каплевидное тело                            | 0,04 |